# Carl Irminger

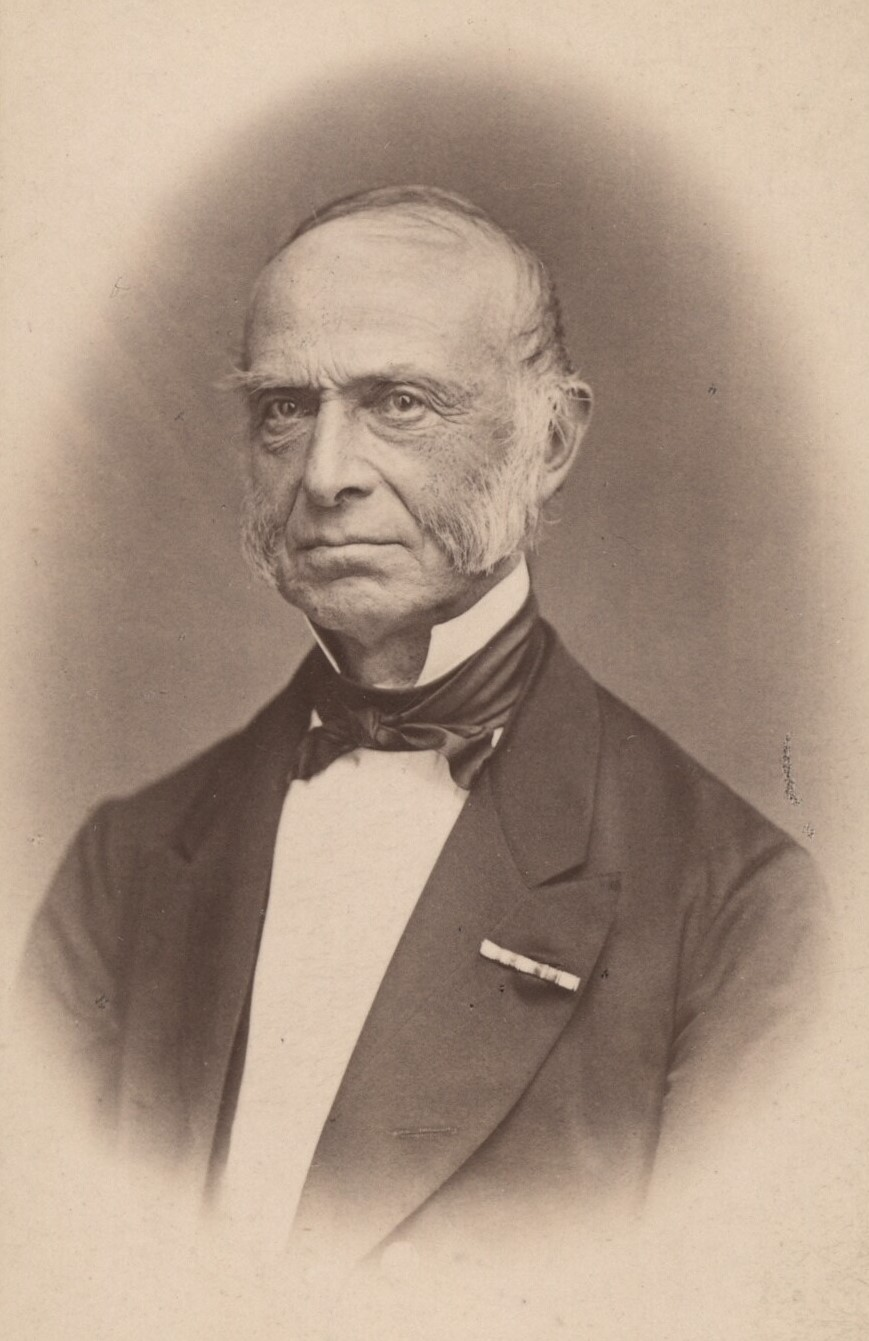
Carl L.C. Irminger

Carl Ludvig Christian Irminger (* 3. April 1802 in Wewelsfleth; † 7. Februar 1888 in Kopenhagen) war ein dänischer Seeoffizier und Marineminister.

## Leben
Herkunft und Familie

Carl Irmingers Vater Otto Friderich Irminger (1749–1828) war Offizier, zuletzt Oberstleutnant, und Zollverwalter in Glückstadt, seine Mutter war dessen Gattin Maria Amalie Irminger, geb. Mechlenburg (1763–1847). Sein Bruder Otto war ebenfalls Seeoffizier, ebenso wie Carls Sohn Johan Heinrich Georg, der auch zum Kammerherrn ernannt wurde.
Irminger heiratete am 8. Juni 1833 in Kopenhagen Henriette Georgine Viborg (1814–1865), Tochter des Staatsrates und Direktors der Veterinärschule, Erik Viborg (1759–1822) und dessen Gattin Anne C. A. Viborg, geb. Nielsen (1778–1852).
Militärische Karriere

1813 wurde Irminger Kadett, 1822 Sekondeleutnant, 1830 Premierleutnant, 1840 Kapitänleutnant, 1848 Kapitän, 1855 Kommandørkaptajn (etwa Fregattenkapitän) und 1865 Konteradmiral. 1872 nahm er seinen Abschied und erhielt 1880 den Charakter eines Vizeadmirals.
Politische Karriere

Am 10. August 1850 löste Irminger Christian Christopher Zahrtmann als Marineminister im Kabinett Moltke II ab. Er wurde seinerseits von Carl van Dockum am 25. November 1850 abgelöst.

## Auszeichnungen und Mitgliedschaften
1831 wurde Irminger zum Ritter des Dannebrogordens ernannt, 1840 erhielt er den Dannebrogordenens Hæderstegn, 1850 wurde er zum Kommandeur ernannt und 1866 erhielt er das Großkreuz. 1832 wurde er zum Kammerjunker, 1849 zum Kammerherrn und königlichen Jagtkaptajn ernannt. Zudem war Irminger Mitgründer der Kongelige Danske Geografiske Selskab und korrespondierendes Mitglied der Royal Geographical Society.
Nach ihm wurden die Irmingersee, ein Meeresgebiet südöstlich von Grönland, und der Irmingerstrom, eine von ihm 1861 beschriebene Meeresströmung im Nordatlantik, benannt.